# Culladia admigratella
Culladia admigratella là một loài bướm đêm trong họ Crambidae.